# Штолпе ауф Узедом
Штолпе ауф Узедом (њем. Stolpe auf Usedom) општина је у њемачкој савезној држави Мекленбург-Западна Померанија. Једно је од 89 општинских средишта округа Остфорпомерн. Према процјени из 2010. у општини је живјело 384 становника. Посједује регионалну шифру (AGS) 13059094.

## Географски и демографски подаци
Штолпе ауф Узедом се налази у савезној држави Мекленбург-Западна Померанија у округу Остфорпомерн. Општина се налази на надморској висини од 0 метара. Површина општине износи 14,8 km². У самом мјесту је, према процјени из 2010. године, живјело 384 становника. Просјечна густина становништва износи 26 становника/km².

## Међународна сарадња
| Мјесто | Држава    | Врста сарадње | Од    |
| ------ | --------- | ------------- | ----- |
|        | Француска | партнерство   | 1994. |
| Извор  |           |               |       |